# Guarnición de Ejército San Luis
La Guarnición de Ejército «San Luis» (Guar Ej San Luis) es una base del Ejército Argentino localizada en la provincia homónima.

## Historia
En 1942 se estableció en San Luis el flamante Grupo Antiaéreo Liviano 1, llamado Grupo de Artillería Antiaéreo 161 desde 1996.
En 1996 el Grupo de Artillería 7 —ex-Grupo de Artillería 121— se trasladó desde Paraná hasta los cuarteles de San Luis por orden del jefe del Estado Mayor General del Ejército.

## Unidades
- Grupo de Artillería 7
- Grupo de Artillería Antiaéreo 161
- Campo de Instrucción «Salinas del Bebedero»